# Smalnäbbad grönfink
Smalnäbbad grönfink (Chloris aurelioi) är en förhistorisk utdöd tätting i familjen finkar som tidigare förekom i Kanarieöarna.

## Upptäckt och tidigare förekomst
Fågeln beskrevs så sent som 2010 utifrån subfossila lämningar funna på Teneriffa i Kanarieöarna, daterade till cirka 13.300 år sedan på gränsen mellan pleistocen och holocen. Där levde den sympatriskt med bofink och teneriffablåfink i åtminstone över en miljon år. 

## Utseende och levnadssätt
Jämfört med nära släktingen grönfinken (C. chloris) hade den smalnäbbade grönfinken just en längre och mer konformad näbb, dock kortare och mindre kraftig än den hos den likaledes utdöda lapalmagrönfinken (C. triasi). Vingarnas storlek tyder på att den hade begränsad flygförmåga. Tarserna var av ungefär samma storlek som hos lapalmagrönfinken, och den utdöda kanariesparven (Emberiza alcoveri), men även den nu levande teneriffablåfinken. Troligen tillbringade den liksom dessa mycket tid på marken i lagerskogarna. Möjligen erbjöd denna miljö skydd från predatorer som sparvhöken vars fossil även hittats på samma plats som den smalnäbbade grönfinken. 

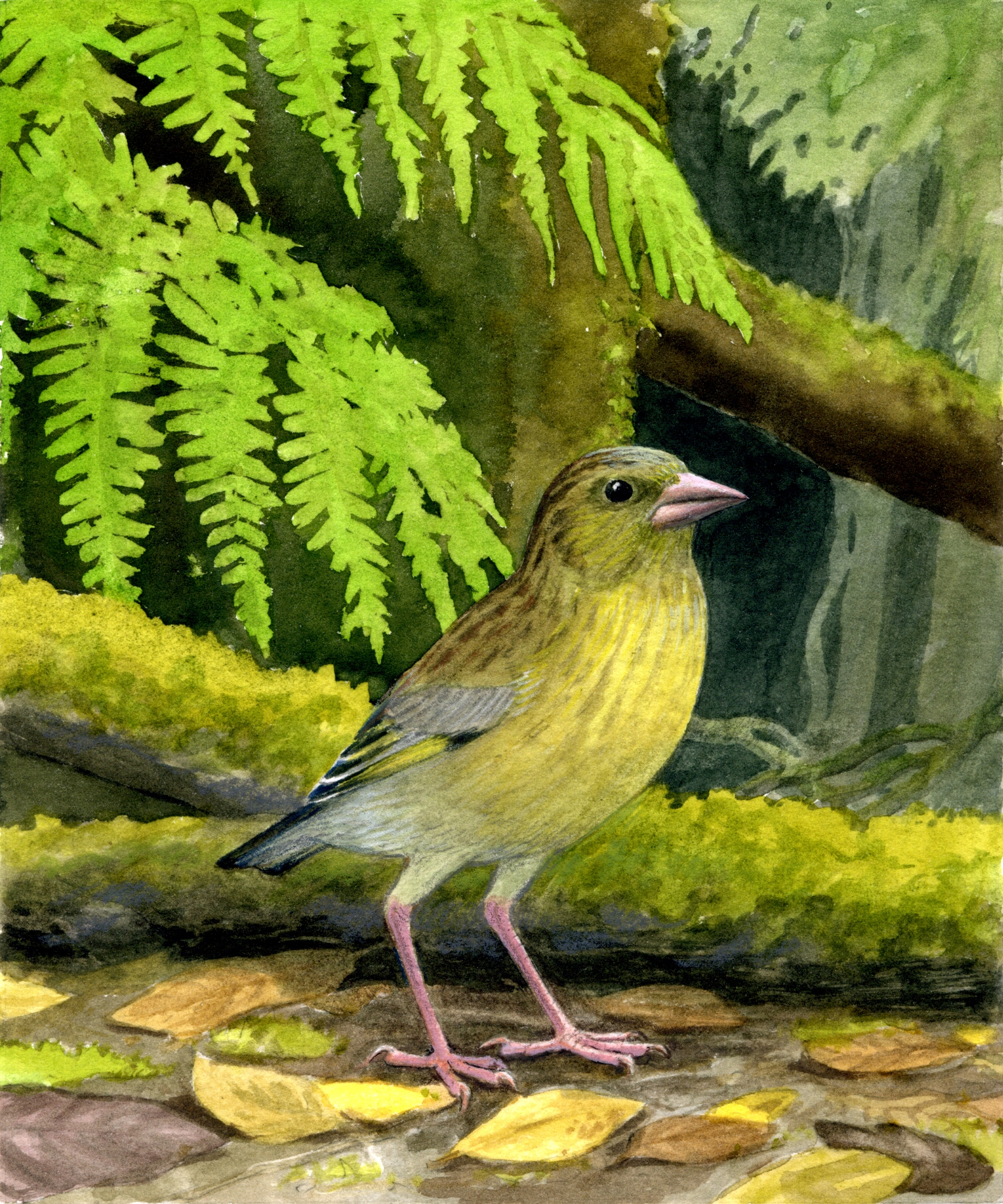
Den smalnäbbade grönfinkens förmodade utseende.

## Utdöende
Varför den dog ut är oklart, men människans ankomst till ön med medföljande främmande djurarter torde ha haft en mycket stor påverkan på en marklevande dåligt flygande fink. 

## Namn
Fågelns vetenskapliga artnamn hedrar den spanska zoologen Aurelio Martín.